# Kōnosuke Uda
Kōnosuke Uda (japonès: 宇田鋼之介)  (Shizuoka, 1 de febrer de 1966) és un director japonès d'anime. La seva feina més notable ha estat com a director de la sèrie One Piece, incloent-hi dues pel·lícules. Altres treballs que va dirigir són Ginga e KicKoff!!, Rainbow Fireflies, Majin Bone, i Days.